# Alitalia
Alitalia, s polnim imenom Alitalia – Società Aerea Italiana S.p.A. – Etihad Airways Partner je italijanska nacionalna letalska družba s sedežem na letališču Fiumicino, 30 km od Rima. Glavno letališče družbe (hub) je bilo rimsko Leonardo da Vinci, sekundarno pa Milano Linate, glavna pristajališča (focus cities) so Catania, Milano Malpensa, Napoli, Palermo, Pisa, Venezia, Tirana. Alitalia je v svoji floti imela 122 letal plus 11 v pripravi in pri tem organizirala polete v 92 destinacij.

## Zgodovina
Prvotna družba Alitalia – Aerolinee Italiane S.p.A. je bila ustanovljena leta 1946, prvi polet je bil izvršen 5. maja 1947 med Torinom in Rimom z 18 potniki. Leta 1957 se je Alitalia združila s podjetjem LAI in nastala je nova družba Alitalia – Linee Aeree Italiane s 3000 uslužbenci. Leta 2001-02 se je vključila v mednarodno Sky Team. Marca 2008 je flota znašala 175 letal s povprečno starostjo 12,7 let. Leta 2009 je bilo podjetje privatizirano in nastala je Alitalia Compagnia Aerea Italiana pod nadzorstvom holdinga CAI Compagnia Aerea Italiana. Z letom 2015 je holding odstopil vso letalsko družbo, njene podružnice in trgovsko znamko Alitalia novemu podjetju Alitalia – Società Aerea Italiana S.p.A. – Etihad Airways, ki ima 51 % italijanskega kapitala in 49 % kapitala Etihad Airways, državne družbe Arabskih emiratov.
Alitalia je 15. oktobra izvedla svoj zadnji let zaradi finančnih težav, saj ji je italijanska država v letih 2019-2021 namenila 8 milijard € dokapitalizacije. Na njenih temeljih je bila tako ustanovljena Italia Trasporto Aereo, ki bo prevzela 52 letal ter 2.800 zaposlenih.

## Letala
Prvi polet je opravil Fiat G12. Leta 1950 so začeli leteti štirimotorni DC4, na katerih so bile prvič zaposlene hostese in so se servirali topli obroki. Flota se je stalno večala in v letu 1957 dosegla 37 operativnih enot. Ob priliki rimskih olimpijad 1960 so se pojavili prvi reaktivci. Med letoma 1969 in 1970 se je flota posodobila z nakupom letal Jumbo Boeing 747 in Alitalia je postala prva evropska družba s floto "all jet". V letih 1980 do 1982 so poleg B747 stopili v službo Airbus A300 in MD-80, leta 1991 pa še MD-11. Leta 2001 so bili B747 nadomeščeni z novimi Boeing 777.
Alitalia je imela eno najmodernejših zračnih flot na svetu, s povprečno starostjo letal 8 let. Sestoji iz samo štirih tipov letal, kar dovoljuje smotrno izkoriščanje vseh sredstev. Letala na dolgo razdaljo Boeing B777 in Airbus A330 so opremljena za trirazredno namestitev potnikov v classica ali economy class, classica plus ali premium economy class in magnifica ali business class. Flota srednjega dosega je bila sestavljena iz Airbusov A321, A320 in A319, za interni prevoz pa so bili v rabi brazilski Embraer E190 in Embraer E175, trenutno v dotaciji podružnice Alitalia City Liner.